# Callopora obesa
Callopora obesa är en mossdjursart som beskrevs av Arnold Girard Kluge 1952. Callopora obesa ingår i släktet Callopora och familjen Calloporidae. Inga underarter finns listade i Catalogue of Life.